# Битка при Куме
Битката при Куме е морска сражение, което се състои през 474 г. пр.н.е. край град Куме в хода на Първата сицилианска война.

## Участници в битката
В сражението участват от една страна обединените военноморски сили на древногръцка Сиракуза и Куме, а от друга – етруските, които били в стратегически съюз с Пунически Картаген по отношение разпределението на сферите за влияние в Западното Средиземноморие.
Хиерон I, тиран на Сиракуза, влиза в съюз с Аристодемус, тиран на Куме, за да подпомогне последния да се защитава срещу етруската експанзия в Южна Италия.

## Ход на военните действия
През 474 г. пр.н.е. флотите на двете страни се срещат в Неаполитанския залив, където морският бой е спечелен от обединената флота на Сиракуза и Куме.

## Резултат
След поражението, етруските губят политическото си влияние в Италия, а престижът им е силно накърнен. Освен това те отстъпват контрола върху Западното Средиземноморие и отвъдморските си територии на римляните, самнитите и галите.
След победата сиракузкият тиран изпраща трофеен етруски шлем в общогръцкото светилище в Олимпия, парче от бронята на което е открито от германска археологическа експедиция.
Етруските по-късно се присъединяват към провалилата се атинска експедиция срещу Сиракуза през 415 г. пр.н.е. – загуба, която окончателно бележи упадъка им и налагането на римската власт.